# Bataille de Tégyres
La bataille de Tégyres est une bataille remportée en 375 av. J.-C. par les Thébains sur les Spartiates, près de Tégyres. Elle est la première bataille connue durant laquelle une force hoplitique spartiate est vaincue par une force inférieure en nombre.

## Déroulement
Pélopidas commande les Thébains, avec pour adjoint Épaminondas. Les Thébains sont inférieurs en nombre aux 1 000 Spartiates partis d'Orchomène pour les affronter. Pris au piège dans les montagnes bordant Tégyres, Pélopidas n'a d'autre choix que de foncer tête baissée dans les lignes spartiates pour s'échapper. Fin stratège, Pélopidas décide de regrouper ses meilleures troupes et de les condenser de telle sorte que le groupe percerait plus facilement la ligne ennemie. À la tête du Bataillon sacré, troupes d'élite thébaine, il transperce la ligne ennemie et sauve non seulement son armée du désastre mais inflige une sévère défaite à Sparte qui perd ses deux commandants. Il ne réussit toutefois pas à prendre Orchomène, but de l'expédition, mais sa gloire en ressortit grandie tout comme celle de Thèbes.